# Voïvodie de Słupsk
La voïvodie de Słupsk (en polonais Województwo słupskie) était une unité de division administrative et un gouvernement local de Pologne entre 1975 et 1998.
En 1999, son territoire est intégré dans la Voïvodie de Poméranie et la Voïvodie de Poméranie occidentale.
Sa capitale était Słupsk.

## Villes
Population au 31 décembre 1998 :
- Słupsk – 102 370
- Lębork – 37 026
- Bytów – 17 670
- Ustka – 17 256
- Człuchów – 15 249
- Sławno – 14 344
- Miastko – 11 931
- Czarne – 6445
- Debrzno – 5126
- Łeba – 4198
- Kępice – 3939

## Bureaux de district
Sur la base de la loi du 22 mars 1990, les autorités locales de l'administration publique générale, ont créé 5 régions administratives associant plusieurs municipalités.
- Bytów (gmina Bytów, gmina Borzytuchom, gmina Kołczygłowy, gmina Lipnica, gmina Parchowo, gmina Studzienice et gmina Tuchomie)
- Człuchów (Człuchów, gmina Człuchów, gmina Czarne, gmina Debrzno, gmina Konarzyny, gmina Przechlewo et gmina Rzeczenica)
- Lębork (Lębork, Łeba, gmina Cewice, gmina Czarna Dąbrówka, gmina Nowa Wieś Lęborska, gmina Potęgowo et gmina Wicko)
- Miastko (gmina Miastko, gmina Koczała et gmina Trzebielino)
- Słupsk (Słupsk, Sławno, Ustka, gmina Słupsk, gmina Damnica, gmina Dębnica Kaszubska, gmina Główczyce, gmina Kępice, gmina Kobylnica, gmina Postomino, gmina Sławno, gmina Smołdzino et Ustka)

## Évolution démographique
| année      | 1975    | 1980    | 1985    | 1990    | 1995    | 1998    |
| population | 356 000 | 369 800 | 396 100 | 413 800 | 425 900 | 429 700 |